# آگوستا (نیوجرسی)
‌‌آگوستا (به انگلیسی: Augusta) منطقه‌ای مسکونی در ایالات متحدهٔ آمریکا است که در فرانکفورت، نیوجرسی واقع شده‌ است. آگوستا ۸۸۷ نفر جمعیت دارد و ۱۵۱ متر بالاتر از سطح دریا است.